# Dezembrada
Dezembrada é a denominação dada à série de batalhas vencidas pela Tríplice Aliança na Guerra do Paraguai, ocorridas em dezembro de 1868, que destruiu as poucas unidades ainda capazes do exército paraguaio. A Dezembrada é composta das seguintes batalhas:
- Batalha de Itororó, 6 de dezembro;
- Batalha de Avaí, 11 de dezembro;
- Batalha de Lomas Valentinas, 21 a 27 de dezembro; e
- Rendição de Angostura, 30 de dezembro.